# ایوون گوژون
ایوون گوژون (فرانسوی: Yvon Goujon‎؛ زادهٔ ۲۱ ژانویهٔ ۱۹۳۷) بازیکن و مربی فوتبال اهل فرانسه بود.
از باشگاه‌هایی که در آن بازی کرده‌است می‌توان به باشگاه فوتبال سوشو، باشگاه فوتبال سن-اتین، و باشگاه فوتبال رن اشاره کرد.
وی همچنین در تیم ملی فوتبال فرانسه بازی کرده‌است.